# Minako Aino
Minako Aino (愛野 美奈子 Aino Minako?), Mina no Brasil ou Joana Lima em Portugal é uma personagem fictícia da série Sailor Moon. Participa do grupo de guerreiras como Sailor Venus, no Brasil, ou Navegante de Vénus, em Portugal, a "guerreira da beleza e do amor".

## História e personalidade
Minako é uma bela jovem loira, alegre e engraçada, às vezes muito escandalosa. É uma garota alta, carinhosa, que gosta de música, de artistas, sonha em ser uma artista famosa e admirada e ela é muito boa cantando. É uma moça muito sonhadora e avoada, muito parecida com Usagi. Não gosta muito de estudar, pensa muito em seu sonho de se tornar uma estrela, é um pouco atrapalhada, mas uma fiel amiga. Apaixonou-se por um rapaz chamado Allan enquanto esteve na Inglaterra, mas ele era apaixonado pela sua melhor amiga, Katherine. Isso a deixou muito triste e decepcionada.
Até a fase Sailor Stars do anime, Minako estudava no colégio chamado Shibakouen, quando conseguiu ser aprovada no exame de admissão do Colégio Juuban para ir estudar com as suas amigas, no colegial. Suas atividades favoritas são os esportes, em especial, o Voleibol. Tanto que ela teve uma relação mais profunda com um de seus amigos do time de vôlei o qual ela fazia parte antes de ela partir para a Inglaterra.
Minako foi a primeira das guerreiras a ser encontrada e foi pelo gato Ártemis, não por Lua como as demais. Ela se torna então Sailor V, a combatente da justiça. Em um de seus combates aos bandidos ela conheceu a policial Katherine que se tornou sua melhor amiga e que acabou se apaixonado por Allan. Quando Sailor V e Katherine estavam em uma investigação, uma granada explode, e Katherine pensa que Minako foi morta. Foi quando Minako viu Katherine e Allan abraçados que ela percebeu que eles estavam apaixonados, então ela achou melhor ir embora fazendo com e eles pensassem que ela realmente tinha morrido. Ela volta para o Japão e se torna Sailor Vênus, entrando para a equipe. Em Codename wa Sailor V, história anterior a Sailor Moon, Minako era a protagonista, lutava contra o mal juntamente com outras três guerreiras usando uma máscara e morando na Inglaterra. O mangá durou três edições e devido ao seu sucesso, solicitou-se a autora, Naoko Takeuchi, uma continuação para a história, surgindo assim em 1992, Bishoujo Senshi Sailor Moon, com uma nova protagonista, Usagi e Minako como personagem secundária.
Minako é a mais sonhadora do grupo, sempre atrás de um rapaz bonito para namorar, mais do que qualquer outra. Em um dos episódios na fase Super S ela namora dois rapazes ao mesmo tempo, que posteriormente ela descobre que são os vilões. Na fase clássica Minako parece ser muito madura, porém se revela uma moça muito diferente, divertida e animada e muitas vezes bobinha, principalmente em questões de amor. Seu nome Aino Minako significa "Bela filha do amor" ou  "Lindo Amor de Criança"
Sailor Venus é muito dedicada as suas amigas guerreiras e se sacrifica por elas o tempo todo. É uma ótima guerreira, inteligente e esperta, usa a cabeça para lutar e a bela princesa que governa o planeta vênus: Venus Princess.E a reencarnação e a própria deusa Afrodite/Vênus.
No início, ela se mostrava uma guerreira séria e imponente mas ao longo da história ela vai se mostrando uma garota bem divertida e as vezes tão sem noção quanto Usagi. Ela é a mais antiga das Sailors e muitas vezes é considerada a líder da equipe. Ao longo da série ela segue Usagi como uma aliada, e em geral faz papel de coadjuvante nas lutas, demonstrando poderes medianos. Porém ela parece poupar seus poderes para situações mais graves, já que em alguns momentos ela se mostrou bem mais poderosa do que o comum. Por serem momentos raros, não da para ter certeza de quão poderosa ela realmente era em relação as outras Senshis. Ela também é muito forte fisicamente, sua aparência brincalhona e divertida escondem isso, mas ela é tão forte, se não até mais do que a própria Mako. Isso é notado algumas vezes, como por exemplo na icônica cena onde as Sailors viajam até a Lua para remover a espada da pedra e só ela conseguiu o feito. As outras Sailors não chegaram nem perto, sendo Júpiter única a ter chegado mais próximo e mesmo assim ter falhado. Assim como seus poderes, sua força também é velada e só podemos perceber esse detalhe em alguns raros momentos.

## Formas
- Aino Minako
- Sailor Venus
- Super Sailor Venus
- Eternal Sailor Venus (Somente no mangá)
- Princess  Venus (Somente no mangá)
- Guardian Venus (Somente no mangá)

## Frases de transformação
- Moon Power, Transform! (ムーン・パワー・トランスフォーム!, Mūn pawā, toransufōmu!) Poder lunar, transformar! (Frase utilizada para transformação em Sailor V)
- Venus Power, Make Up! (ヴィーナス・パワー・メイク・アップ!, Vīnasu pawā, meiku appu!) Pelo poder de Vênus, Ação!
- Venus Star Power, Make Up! (ヴィーナス・スター・パワー・メイク・アップ!, Vīnasu sutā pawā, meiku appu!) Pelo poder estelar de Vênus, transformação!
- Venus Planet Power, Make Up! (ヴィーナス・プラネット・パワー・メイク・アップ!, Vīnasu puranetto pawā, meiku appu!) Pelo poder do planeta Vênus, transformar!
- Venus Crystal Power, Make Up! (ヴィーナス・クリスタル・パワー・メイク・アップ!, Vīnasu kurisutaru pawā, meiku appu!) Pelo poder do cristal de Vênus, transformação!

## Ataques - Manga/Crystal
- Crescent Boomerang (クレッセント・ブーメラン, Kuressento būmeran) (Act 7 Manga/Crystal): Em Português Bumerangue Crescente!. Sailor V lança seu Compacto da Lua Crescente contra o inimigo.
- Sailor Planet Attack (セーラー・プラネット・アタック, Sērā puranetto atakku) (Act 10 Manga/Crystal) em português Ataque Planetário Sailor!. É um ataque em grupo, quando as Inners unem seus poderes e lançam um poderoso raio de energia.
- Venus Love-Me Chain (ヴィーナス・ラブ・ミー・チェーン, Vīnasu rabu mī chēn) (Act 11 Manga/Crystal): Em Português: Corrente do Amor de Vênus!. É uma corrente dourada em forma de corações que contorna Sailor Venus e que ela lança no oponente. A corrente pode servir tanto para prender o oponente se enrolando em volta dele quanto para chicoteá-lo ou feri-lo. Também pode servir para ajudar outras sailors ou aliados quando uma corda ou algo parecido for necessário.
- Rolling Heart Vibration (ローリング・ハート・バイブレーション, Rōringu hāto baiburēshon) (Act 12 Manga/Act 18 Crystal): Em Português: Vibração Rotativa do Coração!. Ela cria um coração de luz que gira e depois lança contra o inimigo.
- Venus Wink Chain Sword (ヴィーナス・ウインク・チェーン・ソード, Vīnasu uinku chēn sōdo) (Act 27 Manga/Act 27-1 Crystal): Em Português: Corrente da Espada Cintilante de Vênus!, ela cria uma espada de energia com sua corrente e lança contra o inimigo. Em Sailor Moon Crystal, ela usa a espada de cristal do Milênio de Prata e após girar com ela nas mãos, a transforma em quatro poderosas correntes que prendem e esmagam o inimigo.
- Venus Love and Beauty Shock (ヴィーナス・ラブ・アンド・ビューティ・ショック, Vīnasu rabu ando byūti shokku) (Act 44 Manga): Em Português: Choque do Amor e da Beleza de Vênus!. É um poderoso ataque em que Sailor Venus utiliza seu Chicote do Amor (愛のムチ, Ai no muchi) para lançar uma rajada de luz contra o inimigo.

## Ataques - Anime
- Crescent Beam (クレッセント・ビーム, Kuressento bīmu) (Epi.033/Classic): em português "Raio crescente de Vênus... Fulmine!", no original seria "Raio Crescente!". É um raio de luz dourada que parece um laser que Sailor Venus atira no oponente com o indicador da mão direita. Este ataque também é usado por ela no mangá Codename wa Sailor V.
- Crescent Beam Shower (クレッセント・ビーム・シャワー, Kuressento bīmu shawā) (Epi.052/R): em português "Cascata de Vênus... Fulmine!" no original seria "Chuva de Raio Crescente!". É o mesmo raio crescente de vênus, só que mais forte, pois quando Sailor Venus o atira ele se divide em vários outros raios que vão diretamente para o céu e logo em seguida caem em cima do oponente. O ataque têm esse nome porque quando o oponente é atingido, é como se estivesse "tomando um banho" de luz dourada de uma cachoeira, e os raios quando caem do céu em cima do oponente parecem água caindo de uma cachoeira.
- Venus Love-Me Chain (ヴィーナス・ラブ・ミー・チェーン, Vīnasu rabu mī chēn) (Epi.065/R): em português "Corrente do Amor de Vênus". É uma corrente dourada em forma de corações que contorna Sailor Venus e que ela lança no oponente. A corrente pode servir tanto para prender o oponente se enrolando em volta dele quanto para chicoteá-lo ou feri-lo. Também pode servir para ajudar outras sailors ou aliados quando uma corda ou algo parecido for necessário.
- Venus Love and Beauty Shock (ヴィーナス・ラブ・アンド・ビューティ・ショック, Vīnasu rabu ando byūti shokku) (Epi.154/SuperS): em português "Beijo de amor e beleza de Vênus". É um poderoso ataque em que Super Sailor Venus beija a mão esquerda e do beijo nasce um pequeno coração brilhante dourado, o coração se multiplica em vários outros que contornam Super Sailor Venus girando e em seguida se unem formando um maior e muito mais forte que é lançado contra o oponente. No mangá ela lança esse ataque com um chicote de rosas amarelas que lançam um choque de luz.
- Sailor Planet Attack (セーラー・プラネット・アタック, Sērā puranetto atakku) em português "Ataque Planetário da Sailors!". É um ataque em grupo, quando as Inners unem seus poderes e lançam um poderoso raio de energia.
- Sailors Planet Power Meditation! em português "Poder Planetário das Sailors, meditação!". É um ataque em grupo, quando todas as Sailors unem seus poderes e lançam um poderoso raio de energia.
- Sailors Teleport! em português "Teletransporte das Sailors!". É um poder usado em grupo pelas Sailors para se teletransportar.

## Acessórios
- Crescent Compact. em português "crescente compacto", é uma caixinha de pó compacto em forma de lua crescente, usado por Minako para se disfarçar. Aparece somente no mangá Sailor-V e apenas uma vez no mangá Sailor Moon no Arco Infinity.
- Henshin pen, em português "Caneta de transformação" (ep.036/classic): é a caneta dada por Artemis, para invocar o seu poder Sailor Venus diz "Pelo poder do planeta Vênus" ou "Pelo poder de Vênus".
- Communication device, em português "Comunicador" (ep.036/classic): É o primeiro comunicador dado às meninas. É rosa e quadrado com uma tela redonda que permite ver o rosto de quem esta falando.
- Star Henshin Pen, em português "Caneta de transformação estelar" (ep.052/R): apesar de não ter nome em português, esta nova caneta pode ser chamada assim pela tradução equivalente do nome e pelo fato de que para ivocá-la Minako precisa dizer "Pelo poder estelar de Vênus". A caneta tem uma estrela na extemidade superior com o símbolo de Vênus no meio da estrela. Foi dada por Lua e Artemis.
- Wirstwatch, em português "relógio comunicador" (ep.052/R): É um relógio que tem uma tampa redonda com uma estrela no meio que permite que as sailors se comuniquem. Foi dado por Lua e Artemis. No mangá elas recebem três modelos diferentes de relógios de comunicação nos arcos - Dark Kingdom, Black Moon e Infinity.
- Love Chain, em português "Corrente de amor". Usado somente no mangá, aparece no Arco Dark Kingdom - Ato 11, ela usa uma corrente presa na cintura para poder lançar seu ataque que neste caso tem mais propriedades curativas do que de ataque.
- Crystal Henshin Pen, em português "Caneta de transformação do cristal" (ep.143/Super s): Também não possui nome em português, mas a tradução seria Caneta de transformação do cristal, pois para invocar seu poder Minako deve dizer "Pelo poder do cristal de Vênus" e então pode se transformar em Super Sailor Venus. Ela e as outras sailors obtêm essa caneta através do poder do pégasus, quando decidem confiar nele.
- Venus Crystal, em português "Cristal de Vênus". Usado somente no mangá, aparece no Arco Dream - Ato 44, sob a forma de um coração e depois no Ato 49, sob a forma de uma estrela. Ela ganham seu próprio Sailor Crystal com a ajuda do seu gato Artemis, que adquire forma humana, para poder se transformar em Super e depois em Eternal.
- Venus Whip, em português "Chicote de Vênus". Usado somente no mangá, aparece no Arco Dream - Ato 44, é um chicote feito de rosas amarelas e é usada por Super Sailor Venus para lançar o ataque "Venus Love and Beauty Shock!".